# Ruffino Massa
Ruffino Massa (Mentone, 1742 – Nizza, 1829) è stato uno scrittore e giurista italiano.

## Biografia
Nato a Mentone nel 1742, allora parte del Principato di Monaco, si laureò in giurisprudenza all'Università di Genova e si stabilì a Genova e poi a Lucca.
Magistrato e fervente illuminista, scrisse il libro Dell'abuso de' litiggi (sic) e un commento in due volumi a Dei delitti e delle pene, celebre opera del giurista e filosofo milanese Cesare Beccaria.
Nel Giornale di Letteratura Scienze ed Arti del 1812,
a proposito delle opinioni di Massa sull'interpretazione delle leggi, quando queste mancano di precisione e chiarezza, si riporta un giudizio del modenese Carlo Bosellini, espresso nel suo Dell'ottima amministrazione della giustizia civile:
«Ruffino Massa per isradicare i mali volle escludere affatto l'interpretazione dall'amministrazione della giustizia e questo è troppo. [...] Il sig. Bosellini combatte vivamente Ruffino Massa, che vorrebbe riguardare come enimmi insolubili, o come oracoli di Sfinge, le questioni che non si possono decidere se non col mezzo dell'interpretazione.»
Negli ultimi anni di vita, Massa visse a Nizza dove morì nel 1829 a 87 anni d'età. 

## Opere
- Dei delitti, e delle pene opera del sig. marchese Beccaria di Milano, ridotta a miglior ordine, e corredata di note critiche dal sig. avvocato Massa di Mentone, 2 voll., Monaco, appresso la Società Tipografica, 1783-1784.
- Dell'abuso de' litiggi opera dell'avvocato Ruffino Massa di Mentone, Genova, nella stamperia del Casamara dalle cinque lampadi, 1785.